# Dreiherrenstein bei Oberwiesenthal
Der Dreiherrenstein ist ein unter Denkmalschutz stehender historischer Grenzstein an der Grenze zwischen der Bundesrepublik Deutschland und der Tschechischen Republik in der Nähe des Kurorts Oberwiesenthal.

## Geografische Lage
Zum Dreiherrenstein gelangt man am kürzesten, indem man von Boží Dar (Gottesgab) oder vom Neuen Haus über den Grenzübergang der Straße in Richtung Klínovec (Keilberg) folgt und nach dem Stromhäuschen am Windrad nach links auf einen Plattenweg einbiegt. An dessen Ende führt ein Pfad an der Staatsgrenze entlang zum Stein, der am Südrand der unter Naturschutz stehenden Schlauderwiese in einer Höhe von 1165 m NN im Grenzzipfel steht.

## Geschichte
Der im erzgebirgischen Volksmund als dreieckiger Raastaa oder auch als Wappenstein bezeichnete Dreiherrenstein (in der DDR Dreiländerstein genannt) markierte die Stelle, wo die einstige Herrschaft Schwarzenberg der Herren von Tettau, an die Besitzungen der Herren von Schönburg (die obere Grafschaft Hartenstein) und die der Herren von Schlick auf Schlackenwerth und Sankt Joachimsthal aneinandergrenzten.
Der Stein trägt die Jahreszahl 1729, denn in jenem Jahr begann das insgesamt drei Jahre dauernde Setzen von 79 neuen Rainsteinen an der Landesgrenze zwischen Jugel und Oberwiesenthal. Er ist jedoch älter und wurde bereits 1677 am Sonnenwirbel als dreieckige Säule neben dem Grenzstein Nr. 287 errichtet, der die Joachimsthalische, Chursächsische und Ambt Hauensteinische Gräntzen schied. Dementsprechend erhielt der dreieckige Grenzstein 1729 auch die Wappen der angrenzenden Gebiete als Relief. Der Grenzstein wurde vom Steinmetzmeister Matthes Ebert aus Sankt Joachimsthal überarbeitet.
Zur Sicherung der Landesgrenze vom Schwarzwasser bei Johanngeorgenstadt bis auf den Sonnenwirbel (Keilberg) wurden in den Jahren 1842/43 zusätzlich ein zum Teil noch heute existierender Grenzgraben ausgehoben und der dreieckige Grenzstein mit der damals aktuellen laufenden Nummer 376 und den Buchstaben KS (= Königreich Sachsen) und KB (= Königreich Böhmen) versehen.
Der Staatsbetrieb Geobasisinformation und Vermessung Sachsen (GeoSN) und das Landesamt für Denkmalpflege Sachsen beauftragten 2024 eine Restaurierung und eine historisch korrekte neue Farbgebung. Die Arbeiten erfolgten in einer Fachwerkstatt in Limbach-Oberfrohna. Am 16. Januar 2025 wurde der Grenzstein bei einem Pressetermin feierlich eingeweiht.

## Gestaltung
Der Stein hat eine Höhe von etwa 1,35 Metern und ist knapp 300 Kilogramm schwer.
- Südseite: Wappen Österreichs (Doppeladler) für das böhmische Amt St. Joachimsthal, Jahreszahl 1729 und Name Joachimsthal
- Nordostseite: Wappen der Herrschaft Hauenstein: Allianzwappen der Markgrafen von Baden und der Herzöge von Sachsen-Lauenburg, Jahreszahl 1729 und Name Hauenstein
- Nordwestseite: Kursächsisch-polnisches Wappen mit den Buchstaben FARPES = Fridericus Augustus Rex Poloniae Elector Saxoniae und der Name Sachsen